# Wristcutters: A Love Story
Wristcutters: A Love Story is een film uit 2006 onder regie van Goran Dukić. De film is gebaseerd op het korte verhaal Kneller's Happy Campers van Etgar Keret.
De film ging op 24 januari 2006 in première op het Sundance Film Festival, waar in competitie liep voor de Grand Jury Price. De film ging een groot aantal filmfestivals af, voordat het in de Verenigde Staten op 19 oktober 2007 in de bioscopen in première ging.

## Verhaal
Als Zia zijn leven wil beëindigen en zijn polsen doorsnijdt, belandt hij in het hiernamaals waar hij enkel andere mensen ontmoet die ook zelfmoord hebben gepleegd, zoals een zelfmoordterrorist. Zia slijt hier zijn dagen in de bar, totdat hij erachter komt dat zijn ex-vriendin ook zelfmoord gepleegd heeft. Al snel gaat hij op zoektocht naar haar met zijn nieuwe vrienden, Mikal en Eugene.

## Rolverdeling
- Patrick Fugit – Zia
- Shannyn Sossamon – Mikal
- Shea Whigham – Eugene
- Tom Waits – Kneller
- Will Arnett – Messiah
- Leslie Bibb – Desiree
- John Hawkes – Yan
- Mikal P. Lazarev – Nanuk
- Sarah Roemer – Rachel
- Abraham Benrubi – Erik
- Azura Skye – Tania
- Nick Offerman – Max
- Mark Boone Junior – Mike
- Jake Busey – Brian
- Clayne Crawford – Jim